# Pascal Terrasse

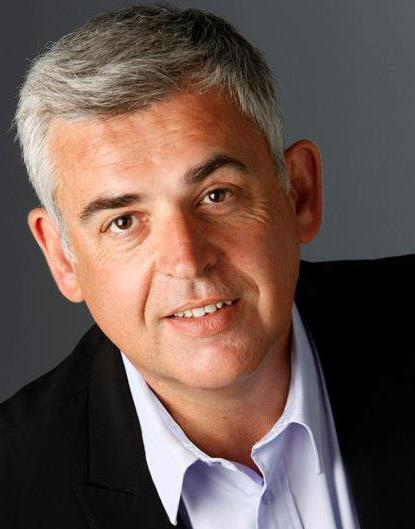
Terrasse 2012

Pascal Terrasse (* 26. Oktober 1964 in Bagnols-sur-Cèze) ist ein französischer Politiker. Er war von 1997 bis 2017 Abgeordneter der Nationalversammlung.
Nach dem Abschluss seines Jurastudiums wurde Terrasse Chefberater des Staatssekretärs Robert Chapuis. 1994 erlangte er mit dem Einzug in den Generalrat des Départements Ardèche sein erstes politisches Amt. Von 1998 bis 2001 war er Vizepräsident des Generalrats. 1995 zog er zudem in den Gemeinderat von Bourg-Saint-Andéol ein. Mit 32 Jahren bewarb er sich 1997 für die Parti socialiste im ersten Wahlkreis des Départements Ardèche erfolgreich um einen Sitz in der Nationalversammlung. 2002, 2007 und 2012 wurde er wiedergewählt. Im März 2017 gab er seinen Rücktritt als Abgeordneter bekannt.